# Bordojsko rdeča barva
Bordojsko rdeča barva ali pogovorno kar bordò je med najtemnejšimi odtenki rdeče barve. Ime je dobila po istoimenskem vinu bordojcu, ki se prideluje v okolišu francoskega mesta Bordeaux. Zanimivo je, da se to ime (z manjšimi razlikami) uporablja v veliki večini jezikov, vendar ne v angleščini, kjer je ta barva dobila ime maroon, kar izhaja iz latinskih poimenovanj za rjavo.
Je zelo priljubljena barva za vsako rabo, od raznih vrst tekstila in usnjene galanterije do gledaliških zastorov in avtomobilov. Na veliko so jo uporabljali slikarji vseh časov in celo arhitekti. Je celo uradna barva zastave države Katar.